# سيباستيان باش ميلز
سيباستيان باش ميلز (بالإنجليزية: Sebastian Bach Mills)‏ هو ملحن وعازف بيانو أمريكي، ولد في 13 مارس 1839 في Cirencester ‏ في المملكة المتحدة، وتوفي في 21 ديسمبر 1898 في فيسبادن في ألمانيا.

## وصلات خارجية
- سيباستيان باش ميلز على موقع ميوزك برينز (الإنجليزية)